# Associazione Calcio Treviso 1968-1969
Questa voce raccoglie le informazioni riguardanti l'Associazione Calcio Treviso nelle competizioni ufficiali della stagione 1968-1969.

## Rosa
| N. |                   | Ruolo | Calciatore          |
| -- | ----------------- | ----- | ------------------- |
|    | Italia (bandiera) | C     | Mario Agnoletto     |
|    | Italia (bandiera) | C     | Enrico Alberti      |
|    | Italia (bandiera) | C     | Renato Bellina      |
|    | Italia (bandiera) | A     | Renzo Carneio       |
|    | Italia (bandiera) | P     | Leandro Casagrande  |
|    | Italia (bandiera) | A     | Roberto Cei         |
|    | Italia (bandiera) | D     | Rodolfo Cimenti     |
|    | Italia (bandiera) | C     | Silvano Colusso     |
|    | Italia (bandiera) | A     | Giuseppe Galtarossa |
|    | Italia (bandiera) | A     | Faustino Goffi      |

| N. |                   | Ruolo | Calciatore          |  |
| -- | ----------------- | ----- | ------------------- |  |
|    | Italia (bandiera) |       | Grimoldi            |  |
|    | Italia (bandiera) | A     | Luciano Magistrelli |  |
|    | Italia (bandiera) | C     | Francesco Paladin   |  |
|    | Italia (bandiera) | C     | Maurizio Simonato   |  |
|    | Italia (bandiera) | D     | Alessandro Sirena   |  |
|    | Italia (bandiera) | C     | Gennaro Spangaro    |  |
|    | Italia (bandiera) | C     | Andrea Valdinoci    |  |
|    | Italia (bandiera) | P     | Giusto Paolo Zabeo  |  |
|    | Italia (bandiera) | A     | Domenico Zambianchi |  |
|    | Italia (bandiera) | D     | Mario Zathila       |  |